# Cavernas de Waitomo

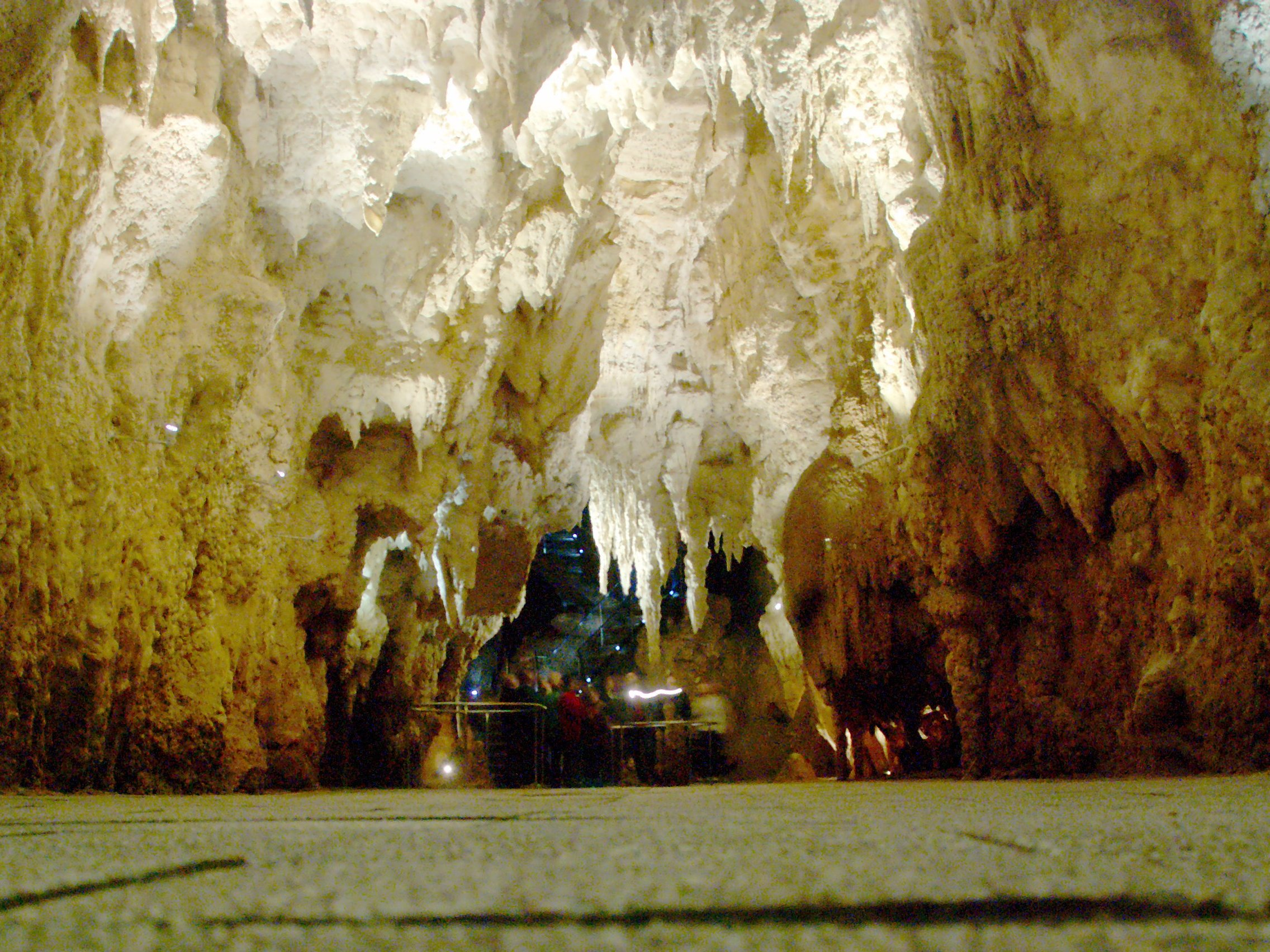
Caverna de Waitomo.

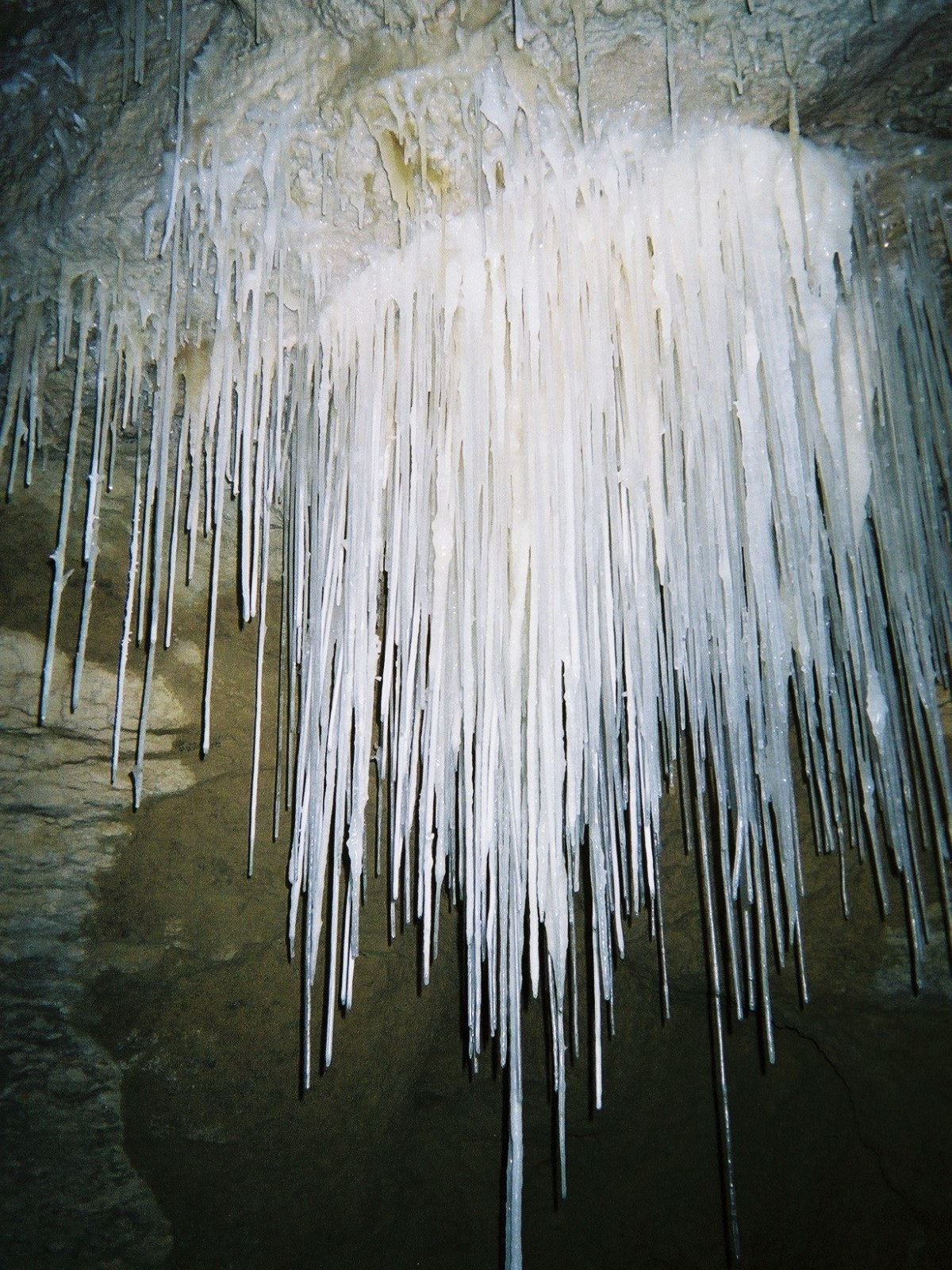
Estalactites na Caverna de Gardner.

As Cavernas de Waitomo são um sistema de cavernas, e uma grande atracção turística na região sul de Waikato, na Ilha Norte da Nova Zelândia. Situa-se 12 km a oeste de Te Kuiti. A palavra "Waitomo" vem da língua maori; "wai" significa água e "tomo" significa dolina; portanto "Waitomo" pode ser traduzido como "água passando por um buraco". Acredita-se que estas cavernas tenham mais de dois milhões de anos. 
As principais cavernas são a Caverna de Waitomo, a Caverna de Ruakuri, a Caverna de Aranui e a Caverna de Gardner. São conhecidas por causa das suas estalactites e estalagmites, e pela presença de Arachnocampa.

## História
A paisagem calcária do distrito de Waitomo tem vindo a ser um centro de turismo cada vez mais popular, desde cerca de 1900. Inicialmente constistindo em viagens improvisadas guiadas pelos maori locais, grandes partes das cavernas foram adquiridas pela Coroa e tornaram-se uma atracção turística.
Actualmente, várias companhias, grandes e pequenas, guiam turistas pelas cavernas com centenas de turistas por hora. Os turistas fazem desportos radicais como rastejar até ao sistema de cavernas.